# Gấu nhảy

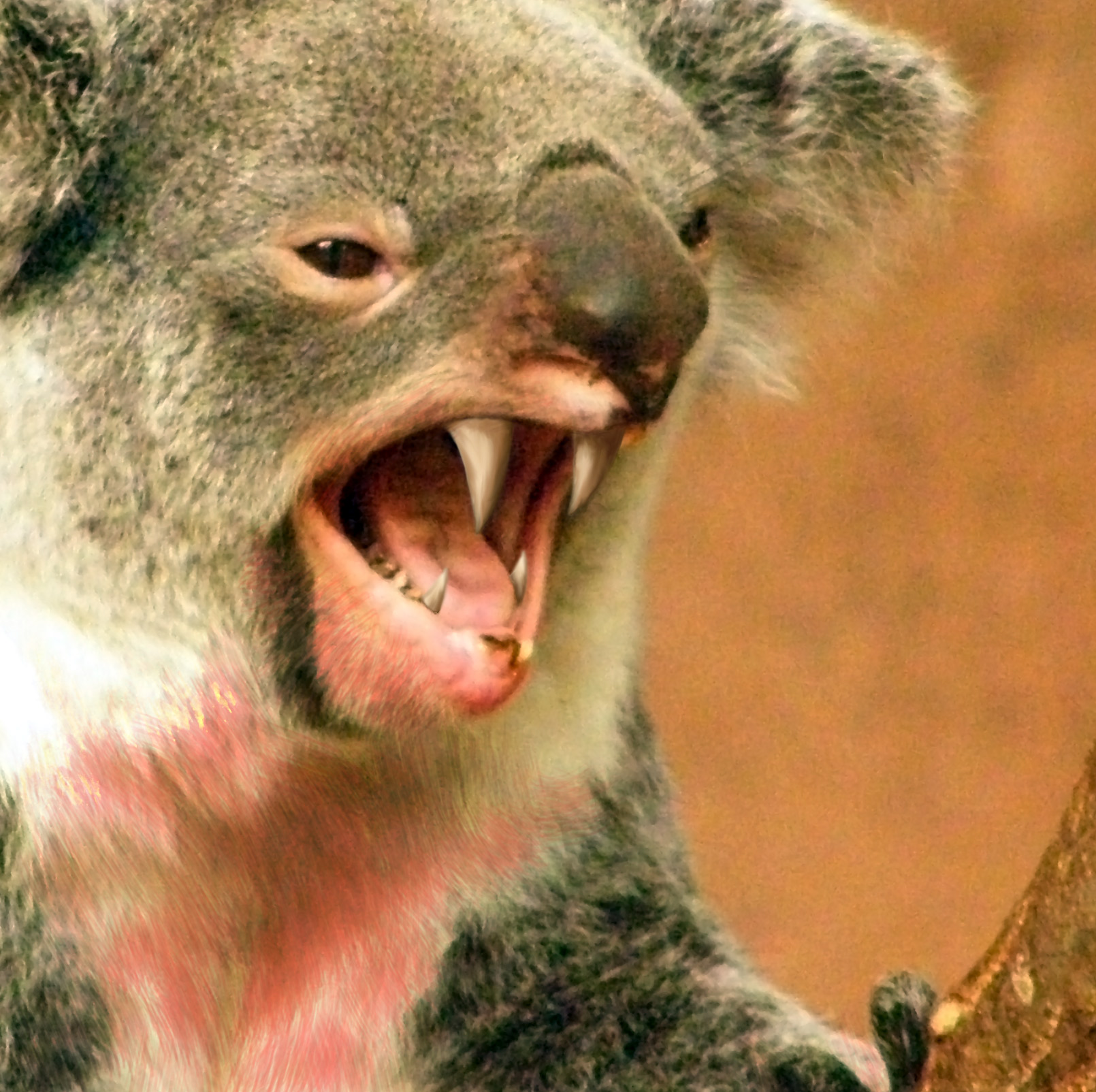
Hình mô tả về một con gấu nhảy

Dropbear hay Drop bear (tạm dịch: gấu nhảy hay gấu nhào) là một sinh vật giả tưởng trong truyện dân gian Úc đương đại. Nó được miêu tả như một phiên bản thú săn mồi hung dữ của gấu koala. 
Loài thú này hay được dùng để doạ khách du lịch. Vì trong khi gấu koala là loài ăn cỏ chậm chạp, gấu nhào được miêu tả như một thú có túi hung bạo lẩn trốn giữa các tán cây, chực chờ nhào mình xuống đầu những con mồi ngây thơ đi ngang qua đó.